# Tommaso (film 2019)
Tommaso è un film del 2019 diretto da Abel Ferrara.

## Trama
Storia di un cineasta americano che vive a Roma con sua moglie e sua figlia di 3 anni.

## Promozione
Il primo trailer del film è stato diffuso il 15 maggio 2020.

## Distribuzione
Il film è stato presentato in anteprima al Festival di Cannes il 20 maggio 2019.